# 辻文哉
辻 文哉（つじ ふみや、2002年1月4日 - ）は、千葉県松戸市出身の陸上競技選手。専門は長距離種目。
10000mの前東京都高校記録保持者。早稲田大学政治経済学部卒業後は、安川電機陸上部で競技を継続している。

## 選手としての特徴
高校1.2年次は長い距離での安定感を武器にした仕事人タイプのランナーであったため、決して知名度のある選手ではなかったが、学年が上がるにつれ筋力やスピードに磨きがかかり、トラックでもインパクトのあるタイムを残すようになった。
自分の実力を客観的に把握し、どのような状況でも求められる最大限の走りができる。最大の武器である実力発揮能力の秘訣を、「自分自身と、仲間と、指導者を信じること」と語っている。小柄な体格ながら背筋の伸びた姿勢とストライドの大きなフォームが特徴。
本人曰く「単独走が課題」とのこと。
高校時代のしらかわ駅伝(4区)と伊那駅伝(2区)以来、大きな駅伝では1区を担当しており、単独走の得意不得意については未知数と言えるだろう。
自らハイペースを作りレースを支配する能力には長けており、2018年と2019年の東京都高校駅伝ではいずれもハイペースで集団を引っ張り、区間賞と3秒差以内の区間2位で襷を渡している。
スプリント能力にはやや難があり勝負強さに課題を残すが、１つでも上の順位でゴールすることに対する強い拘りがあり、多くの選手がスピードを緩める最後の2〜3メートルを全力で駆け抜けることができる。
現在はロングスパートを武器として確立したいと考えており、練習でもラスト1周より前の段階でスピードを上げるよう心がけている。
大谷翔平が出るならという理由でWBCを見て以降、大谷を尊敬しており、部員日記では「辻が出るならこの駅伝、マラソンを見てみるかと一人でも思ってもらえるような選手を目指そうと決意しました。」と記している。。

## 人物・エピソード
- SGホールディングス陸上競技部に所属する石原翔太郎と生年月日が同じである。
- 真面目な性格。陸上競技が大好きで、朝練の前に競技場に行き練習をしている。[5]
- 大切にしている言葉は「凡事徹底」[6][7]
- 座右の銘は、「常昇魂」[8]

※「常昇魂」は、2015年に広島東洋カープがスローガンとして掲げた造語であるため、そこから引用した可能性もあるが、辻本人が広島カープのサポーターであるという書き込みはSNSなどでも確認できず、真偽の程は不明である。
- じゃんけんが弱い[9]。
- 尊敬するアスリートは大学の先輩である住吉宙樹[10]。ライバルには早稲田実業学校高等部と早稲田大学の後輩である和田悠都の名前を挙げている。[11]。
- 好きな芸能人は小川紗良[12]。
- レース前のルーティンは、「高校の陸上部のマネジャーがくれたミサンガをつけること」[13]
- 端正なルックスから、早稲田大学競走部のイケメン注目選手として紹介されている[14]。
- 好きなYouTuberは、ゆる言語学ラジオ[15]。

## 来歴
松戸市立根木内中学校、早稲田大学系属早稲田実業学校卒業。

### 中学時代
松戸市立根木内中学校で本格的に陸上競技を始め、中学3年時には8分56秒61の好タイムを樹立。県内の同期には石井一希、佐藤一世ら強豪が勢揃いしていた。全日本中学校陸上競技選手権大会にも出場したが、自己ベストを下回る9分18秒92で予選落ちしている。

### 高校時代
2017年、早稲田大学系属早稲田実業学校高等部の推薦入試に合格すると、1年目から主力として活躍。
2017年4月1日、第５・６支部春季記録会の5000mでいきなりデビューを果たすと、15分45秒65で走破。
4月22日東京都高校陸上5・6支部予選会に出場。1500mでは4分09秒86で7位に入賞し、東京都高校陸上選手権の出場権を手に入れた。翌日の5000mでは15分35秒98と自己ベストを更新するも9位に沈み、上位大会への進出は叶わなかった。1年生にして1500mと5000mという長距離の花形種目に二種目エントリーするのは異例のことである。
5月13日、東京都高校総体1500mに出場。4分12秒59で予選敗退。
6月4日、東京都高体連陸上専門部第5・6支部学年別大会に出場。1年男子3000mに出場すると、200mを30秒で通過するという積極的な走りを見せた。後半失速しタイムは9分12秒40と自己ベストに遠く及ばなかったものの、難なく優勝を飾った。
6月10日、世田谷記録会5000mに出場。「出さずに一生を終えるだろうと思っていた」 16分台をマーク。16分00秒29であった。事実、この記録会以来、16分を超えた試合は無い(2023年現在)
7月15日、第38回東京都高等学校選抜陸上競技大会兼東京都高等学校陸上競技1年生大会に出場。1年生大会の3000mでは8分49秒00の好タイムをマークし4位に入ると、翌日の都選抜5000mでは猛暑の中後半ペースを上げ15分36秒69の組1着でゴール。総合7位に入賞した。
9月、東京都高校駅伝の前哨戦となるしらかわ駅伝に出場。強豪ひしめく4区にエントリーされると、12人抜きの走りで区間13位に食い込んだ。チーム内には区間40番台の選手が多かった中で、孤軍奮闘と言える活躍であった。25分19秒というタイムも前年なら区間4位に相当する好タイムであり、長い距離での安定感を示す結果となった。
10月1日、国士舘大学記録会の5000mに出場すると、大学生らを相手に終始先頭付近でレースを進め、自身初の14分台となる14分55秒43をマークした。
11月3日、東京都高校駅伝に出場。連戦での安定感と記録会での自己ベストもあり、1区に抜擢。格上相手に食らい付き、31分47秒の区間4位で襷を渡した。チームは前年を上回る3位でフィニッシュした。
前年の大エース宍倉健浩が抜け、関東駅伝出場すら危ぶまれていた中で見事に救世主となった辻は、続く11月18日関東高校駅伝でも1区にエントリー。ハイペースと寒さに苦戦し、32分02秒、区間33位で襷を渡した。
2018年1月28日、新チームとしての最初の大きな大会である奥むさし駅伝競走大会に出場。エース区間の1区を担当すると、登り基調の9.9kmを31分20秒の区間13位でタスキを渡した。チームは17位だった。新チームでは1学年上の坂元航太との二枚看板でチームを引っ張っていたが、駅伝では比較的辻が安定して結果を残しており、エース区間を任されることが多かった。
2018年3月18日、春の高校伊那駅伝に出場。井川龍人や三浦龍司ら強豪ひしめくエース区間の2区にエントリーされるも、強風に苦戦し30分40秒で区間76位に沈んだ。絶対にレースで外さない辻にとって、これが唯一の明確な失敗レースだったと言えるだろう。
2018年4月3日、第5.6支部春季記録会に出場。1500mで4分06秒14と自己ベストを更新すると、翌日の5000mでは15分30秒66で2位に入った。2種目とも二枚看板の一角である坂元航太には敗れたものの、順調な仕上がりをアピールした。
2018年4月22日、東京都高校陸上第5.6支部予選会に出場。5000mを15分30秒51で走り3位に入賞した。
2018年5月19日、東京都高校総体の5000mに出場。予選では辻が苦手とするスローペースからの切り替えという展開に巻き込まれ、先頭から3秒差の組10着でフィニッシュ。決勝進出の条件は2組8着+4であったが、なんとかタイムで拾われ決勝に進出した。
翌日の決勝では、優勝したチームメイトの坂元航太にしっかり食らいつき、14分50秒19の自己ベストで3位に入賞。この結果、南関東高校総体陸上への出場が決定した。
2018年6月10日、日体大長距離記録会の5000mに出場。日本大学のワンブイらに競り勝ち組1着でゴール。14分54秒34をマークした。
続く2018年6月16日。南関東高校総体の5000mに出場。14分52秒38で14位だった。インターハイ出場は叶わなかったものの、大舞台でも自己ベストに近いタイムを残し、強さを証明した。
2018年7月15日、第39回東京都高等学校選抜陸上競技大会の5000mに出場。猛暑の中で後半ペースを上げ、15分20秒69のタイムで優勝した。
2018年9月15日、しらかわ駅伝に出場。チームは、1学年下の石塚陽士と共に三枚看板を形成していた主力の坂元航太を欠いていたため、辻はエース区間の1区にエントリー。田澤廉や小指卓也らには及ばなかったものの30分51秒の区間9位という結果を残した。東京勢の中ではトップの走りであった。
2018年10月8日、早稲田大学記録会の5000mに出場。15分04秒30をマーク。
2018年11月3日、東京都高校駅伝に出場。2年連続でエース区間の1区を担当すると、昨年を上回るペースで終始先頭集団を牽引。最後は競り負けたものの30分44秒で先頭と1秒差の区間2位に入った。都大路出場や関東駅伝出場に向けてもエースとして最大限の責務を果たした。チームは6区で大ブレーキ(16分31秒 区間10位)があったが、1区での貯金が生きた形となり5位入賞。関東駅伝への出場権を手に入れた。
2018年11月18日、関東高校駅伝に出場。1区を29分59秒という好タイムで区間13位に入った。区間順位こそ平凡ではあるが、区間2位とは14秒差しか無いことからも、県外の強豪相手に大健闘したと言えるだろう。チームは7区などで順位を落とし23位であった。
2018年12月2日、日体大長距離記録会にて5000mに出場。自己ベストを大幅に上回る14分38秒55をマークした。
2018年12月23日、松戸市記録会の5000mに出場。14分45秒21でシーズン最後の記録会を終えた。
2019年4月、3年生になり主将に任命された辻は同学年の山田泰誠や1学年下の石塚陽士と共にチームを引っ張る。
4月3日、第5.6支部春季記録会に出場。1500mは4分5秒74、5000mは15分10秒00と、2種目で昨年の同大会を上回った。
2019年4月7日、東京都高体連強化競技会の3000mに出場。自己ベストこそ更新し、8分39秒90をマークしたものの、1学年下の石塚陽士から15秒離される結果となった。
2019年4月21日、東京都高校陸上第5.6支部予選会5000mに出場。15分26秒46で2位に入った。
2019年5月18日、東京都高校総体陸上競技選手権大会に出場。昨年より安定した走りで予選を通過するが、翌日の決勝ではまさかの12位。タイムも15分08秒59と振るわず、2年連続の南関東大会進出は叶わなかった。この時期は辻にとって数少ないスランプだったと言えるだろう。
しかしこれを機に練習への取り組み方を改善。元々トレーニングを理論的に捉え、理詰めして練習を組み立てるタイプであったが、従来の非科学的な根性論を上手く融合。これが奏功し、「練習量を落として取り組んでいたときよりも段違いに質の高い練習をやりきれ」るようになったという。 その言葉通り、ここから辻の快進撃が始まる。
2019年7月6日、東海大記録会3000mに出場し、8分31秒56と自己ベストを更新。
2019年7月13日、第40回東京都高校選抜陸上競技大会に出場すると、1500mでは自己ベストを大幅に更新、初の３分台となる3分56秒55で優勝。翌日の5000mでは自己ベストに迫る14分40秒31で優勝、2冠を達成した。同大会で優勝した前年よりも40秒以上速いタイムでの優勝だった。
本大会は、奇しくも2ヶ月前に辛酸を舐めた東京都高校総体と同じ駒沢オリンピック公園総合運動場陸上競技場での開催で、雪辱を果たす結果となった。
2019年8月21日、第62回私立中学・高校陸上競技選手権大会では800mに出場。予選2分0秒57、決勝2分0秒20で4位に入賞した。
2019年9月22日、しらかわ駅伝に出場すると、2年連続1区に抜擢。30分05秒の好タイムで区間3位に入った。辻の走りで勢いに乗った早実は、山田泰誠らの好走(4区区間3位)もあり7位に入賞した。
2019年11月2日、台風19号の影響により例年の荒川河川敷が使用できず、トラックレースでの合計タイムで順位を決めるレースになった。辻は1区の10000mを担当。終始ハイペースで先頭集団を牽引すると、最後は國學院久我山高校の安部柚作にかわされたものの、29分51秒17の自己ベストで2位に入った。この区間で関東高校駅伝の出場ラインとなる6位チームとは1分26秒の差をつけ、チームの関東高校駅伝出場に大きく貢献した。チームは5位に入賞した。
2019年11月16日、再びトラックレースでの開催となった関東高校駅伝でも1区に抜擢。錚々たる選手が集まる中で先頭集団でレースを進め、区間4位に入った。タイム29分32秒36と、東京都高校記録を更新する快挙を成し遂げた。
2019年12月1日、好調のまま迎えた日体大長距離記録会にて、自己記録を26秒更新する14分12秒35をマークした。この結果が評価され、
ひろしま男子駅伝の東京都代表に選出されたが、出走は無かった。
2020年1月26日、奥むさし駅伝競走大会に出場。1区9.9kmを30分17秒で走り区間13位だった。

### 早稲田大学時代
2020年4月、早稲田大学政治経済学部に進学。早稲田大学競走部に入部した。
同期にはスポーツ推薦で入学した菖蒲敦司ら世代トップの選手がいる。さらにトップアスリート推薦で栁本匡哉が、指定校推薦で諸冨湧が入学し、稀に見る黄金世代を形成した。
2021年3月から、新型コロナウイルス感染拡大の影響により3ヶ月間活動停止となったが、活動再開後からメキメキと頭角を現していく。
大学デビュー戦となった7月4日、第2回早稲田大学競技会で3000mに出場すると、自己ベストを大幅に更新する8分12秒31のタイムで1着フィニッシュ。
2021年7月26日、第3回早稲田大学競技会では5000mに出場し、14分05秒68をマーク。自己ベストを更新した
さらに9月30日、第6回早稲田大学競技会の5000mに出場。自身初の13分台となる13分49秒31をマーク。一気に学生陸上界の実力者に仲間入りした。
10月11日の第7回早稲田大学競技会では10000mに出場すると、またも自己ベストを更新。28分台こそ出なかったものの29分08秒11の好タイムをマークした。
連戦での自己ベストで実力と好調が首脳陣に認められ、1年生にして早稲田の鬼門と言われていた全日本大学駅伝の1区を任される。最後まで先頭集団でレースを進め、トップから11秒差の区間6位と見事な走りを見せた。区間タイムの27分18秒は、区間新記録であった。
2021年3月14日、第24回日本学生ハーフマラソン選手権大会に出場。強風でタイムが低調な中1時間4分11秒で20位に入り、長距離適性を示した。
2021年4月18日、第54回東京六大学対校陸上競技大会にて、男子5000mにエントリー。14分34秒23で3位に入賞し、チームに6点をもたらした。
2021年5月9日、北海道・札幌マラソンフェスティバル2021の10kmに出場。チームメイトの伊藤大志とともにゴールし、30分08秒で優勝を果たした。
2021年5月20日、第100回関東学生陸上競技対校選手権大会の10000mに出場。29分29秒02で21位だった。
2021年7月7日、第7回早稲田大学競技会3000mに出場。8分19秒81
2021年7月17日、ホクレン・ディスタンスチャレンジ2021年千歳大会の5000mに出場。14分23秒26
2021年9月29日、第10回早稲田大学競技会5000mに出場。14分13秒48
2021年10月13日、第12回早稲田大学競技会10000mに出場。自身初の28分台となる28分54秒74をマークした。
2021年11月14日、世田谷246ハーフマラソンに出場。前半は1km3分を切るハイペースで推移し、中盤で転倒。膝から流血してしまった。そこからは徐々にペースが落ちたが、1時間4分12秒で持ちこたえた。
2021年12月31日、12月8日に大腿骨の疲労骨折が発覚し東京箱根間往復大学駅伝競走のエントリーから外れたため、大晦日の早稲田大学競技会、通称”漢祭り”の5000mに出場した。怪我明けということもあり、1年生小玉瑞葵のペースメーカーを担当。自己ベスト更新のアシストをした。15分25秒54と約2年半ぶりの15分台であったが、怪我からの順調な回復をアピールした。
2022年6月29日 長期の怪我を乗り越え、早大競技会1500mにて半年ぶりに復帰。「4分切りを目標にした」中で3分59秒71をマーク。さらに7月9日の早大競技会の5000mに出場する考えを明かした。
2022年7月9日 早大競技会の5000mに出場。14分50秒29と平凡なタイムではあったが、15人が出走したチーム内では2番目のタイムでゴールした。(1位は諸冨湧の14分24秒91)
2022年9月24日 早大競技会の5000mに出場。箱根駅伝の予選会を控えていることもあり、チームは練習の一環として出場し、ペース走を行った。30分12秒92でゴール。着順は7着であった。
2022年11月20日、上尾シティハーフマラソンに出場。久しぶりの学外戦となったが、初の63分台となる1時間03分56秒で、１年次に日本学生ハーフマラソン選手権で出した自己ベストを更新した。「ぎりぎり及第点」と話すように、箱根駅伝のメンバー入りに向けては一定の成果を残した。
2023年1月3日、第99回東京箱根間往復大学駅伝競走では10区にエントリーされていたが、当日変更で2年の菅野に変更を告げられた。1年時から実力を認められ、常に三大駅伝のメンバー争いに絡み主力としての期待をされていた辻だが、毎年怪我などに悩まされ、気付けば箱根駅伝の出走が1度もないままラストイヤーを迎えていた。
2023年3月12日、第26回日本学生ハーフマラソン選手権大会に出場。全体91番目となる1時間4分43秒でゴールした。
2023年4月3日、第56回東京六大学対校陸上競技大会にて、男子5000mのオープン種目にエントリー。14分27秒14のタイムで学生最後のトラックシーズンに突入した。
2023年4月22日、第304回日体大長距離記録会の10000mにエントリー。組21着、29分54秒73のタイムであった。
2023年4月30日、1週間というショートノーティスで早稲田大学記録会の5000mに出場。今月3度目となるトラックレースであったが、後半ペースアップするとチームトップとなる組4着でゴールした。タイムは14分25秒48であった。
2023年6月10日、第306回日体大長距離記録会の5000mにエントリー。12組目の12着でゴールし、14分10秒43の好タイムを記録した。このタイムは2020年9月30日に13分49秒31を記録して以降、8本走った5000mの中で最も速いタイムであり、復調の兆しを予感させる結果となった。
2023年6月28日、早稲田大学記録会5000mでは、組3着、チームトップとなる14分29秒29をマークした。
2023年7月8日、早稲田大学記録会5000mに出場。今度は組トップでゴールし、シーズンベストとなる14分04秒89をマークした。13分台に迫る好タイムで順調な仕上がりをアピールした。
2023年7月23日、第36回サフォークランド士別ハーフマラソンに出場した。真夏に開催された本大会は、例年より高い26度の高気温に加え、強風という過酷なコンディションであったが、新調したサングラスを着用し1時間04分24秒でゴールした。学生トップ、全体6着という結果に、監督である花田勝彦もXで取り上げるほど評価した。上位10人のうち8人が実業団選手であることからも、記録以上に評価すべき結果だったと言えるだろう。
2023年10月5日、卒業後の進路として安川電機を選択し、陸上競技を継続することが発表された。
2023年12月2日、第311回日体大長距離競技会の10000mに出場。電子ペーサー(ウェーブライト)が導入された本大会、終始2分55秒/kmペースの集団でラップを刻むと、最後はややペースを上げつつ余裕を持ってゴール。セカンドベストとなる29分08秒11をマークした。箱根駅伝前最後の記録会で、メンバー入りに向けてアピールに成功した。
2024年1月2日、第100回東京箱根間往復大学駅伝競走に出場。1年時の全日本大学駅伝以降、怪我や体調不良が重なり三大駅伝の出走には恵まれなかった辻だが、監督である花田勝彦からも「本当に調子が良い」と言わしめるほどの信頼を勝ち取った。その結果、早稲田大学では代々竹澤健介、大迫傑をはじめ、中谷雄飛、太田直希、井川龍人ら10000m27分台を持つ学生長距離界のエースが務めてきた3区に大抜擢。
2区を走るエースの山口智規から4位で襷を受け取ると、すぐ後ろを走る集団に追いつかれるも、そこから粘りを見せ2‘55”/kmペースを刻む。藤沢(6.5km地点)では全体14番目のタイム通過となり観ている者を不安にさせたが、そこから徐々にペースアップ。最終的には1時間2分39秒の好タイムで区間7位の結果を残した。
青学大の太田蒼生と駒大の佐藤圭汰が歴代日本人最高タイムを塗り替えるなど、歴史に残るハイレベルな3区でのこの結果が評価され、監督である花田勝彦も往路を終えると開口一番「3区の辻が頑張ってくれた」と振り返った。またその走りについて、「辻の調子が良く、力以上のタイム(1時間2分45秒〜1時間3分20秒)を設定したがそれを超えてきた」と絶賛した。
歴代の早稲田大学記録と比べても、竹澤健介の1時間01分40秒、井川龍人の1時間01分58秒、太田直希の1時間02分23秒に次ぐ4位となる好タイムである。

### 安川電機時代
2024年4月、安川電機に入社、同陸上部での活動を開始した。入部時には陸上部のX公式アカウントで、「世界を動かす選手になりたい」と目を輝かせた。
2024年4月21日、西日本記録会で社会人初のレースを迎える。5000mに出場し、9着でゴール。14分14秒54というまずまずのタイムでデビューを果たした。
2024年4月28日、日体大長距離記録会の5000m出場。1週間前よりも速いタイムとなる14分06秒27をマークし、15組目の7着でゴールした。しかし、同組の3着に入った同期の九嶋恵舜には2戦連続で先着を許してしまった。
2024年5月19日、九州実業団陸上競技大会5000mに出場。2組目の13着でゴールし、タイムは14分35秒12であった。
2024年6月1日、日体大長距離記録会にて社会人初となる10000m6組目に出場。最高気温26度を超えるコンディションとスローペースに苦戦。中盤以降粘りを見せたが12位という着順で29分31秒54というタイムに終わった。
試合後、自身のthreadsにて、「頑張るとすぐ故障するから抑えてたけど、6月はあんまりクレバーぶらずにやろ」と綴り、練習量を増やして成功した高校時代の経験が記された本ページのスクリーンショットを添付して投稿した。
2024年7月17日、ホクレンディスタンスチャレンジ深川の5000mに出場。B組の13着でゴールし、記録は14分16秒85であった。
３日後の7月20日にはホクレンディスタンスチャレンジ千歳で再び5000mに出場するも、疲労の影響か14分41秒85というタイムに終わった。

## 主な戦績
・高校1年時
- 東京都高校駅伝　1区4位　31分47秒

・高校2年時
- 東京都高校駅伝　1区2位　30分44秒

・高校3年時
- 東京都高校駅伝　1区2位　29分51秒17

・2021年
- 東京六大学対抗戦 5000m 3位　14分34秒23

### 駅伝成績
・高校1年時
- 第68回関東高等学校駅伝競走大会 1区33位 32分02秒

・高校2年時
- 第69回関東高等学校駅伝競走大会 1区13位 29分59秒

大学駅伝
| 学年             | 出雲駅伝            | 全日本大学駅伝              | 箱根駅伝                          |
| ---------------- | ------------------- | --------------------------- | --------------------------------- |
| 1年生 (2020年度) | 第32回 （開催中止） | 第52回 1区-区間6位 27分18秒 | 第97回 出走なし                   |
| 2年生 (2021年度) | 第33回 出走なし     | 第53回 出走なし             | 第98回 出走なし                   |
| 3年生 (2022年度) | 第34回 不出場       | 第54回 出走なし             | 第99回 出走なし                   |
| 4年生 (2023年度) | 第35回 出走なし     | 第56回 出走なし             | 第100回 3区-区間7位 1時間02分39秒 |